# Kanton La Courtine
Der Kanton La Courtine war bis 2015 ein französischer Wahlkreis in der Region Limousin. Er lag im Arrondissement Aubusson und im Département Creuse. Hauptort war La Courtine.
Der Kanton war 228,33 km² groß und hatte 1378 Einwohner (Stand: 2012).

## Gemeinden
| Gemeinde                  | Einwohner | Code postal | Code Insee |
| ------------------------- | --------- | ----------- | ---------- |
| Beissat                   | 31        | 23260       | 23019      |
| Clairavaux                | 152       | 23500       | 23063      |
| La Courtine               | 971       | 23100       | 23067      |
| Magnat-l’Étrange          | 212       | 23260       | 23115      |
| Malleret                  | 46        | 23260       | 23119      |
| Le Mas-d’Artige           | 110       | 23100       | 23125      |
| Saint-Martial-le-Vieux    | 109       | 23100       | 23215      |
| Saint-Merd-la-Breuille    | 238       | 23100       | 23221      |
| Saint-Oradoux-de-Chirouze | 74        | 23100       | 23224      |